# Sân bay Kahemba
Sân bay Kahemba (ICAO: FZCF) là một sân bay ở Kahemba, Cộng hòa Dân chủ Congo.